# Artigue
Artigue ist eine französische Gemeinde mit 32 Einwohnern (Stand 1. Januar 2022) im Département Haute-Garonne in der Region Okzitanien (zuvor Midi-Pyrénées). Die Einwohner werden als Artiguois bezeichnet.
Nachbargemeinden sind: Gouaux-de-Luchon, Bausen und Les in Spanien, Sode und Salles-et-Pratviel.

## Weblinks

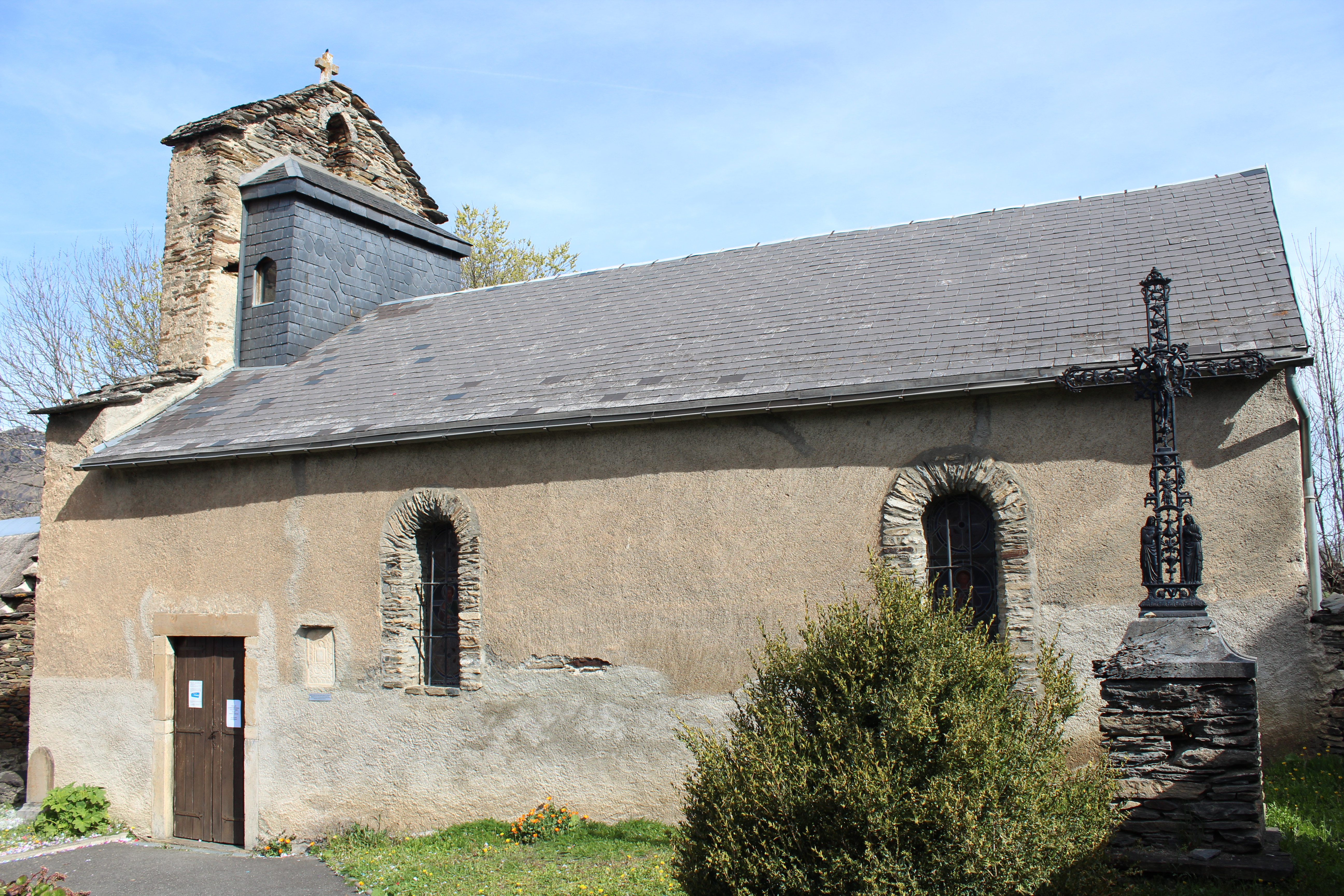
Kirche St-Pierre

## Bevölkerungsentwicklung
| Jahr                      | 1962 | 1968 | 1975 | 1982 | 1990 | 1999 | 2004 | 2009 | 2016 | 2019 |
| ------------------------- | ---- | ---- | ---- | ---- | ---- | ---- | ---- | ---- | ---- | ---- |
| Einwohner                 | 40   | 31   | 21   | 20   | 25   | 34   | 30   | 38   | 29   | 32   |
| Quelle: Cassini und INSEE |      |      |      |      |      |      |      |      |      |      |

## Sehenswürdigkeiten
- Kirche St-Pierre